# پسیثی (قمر)

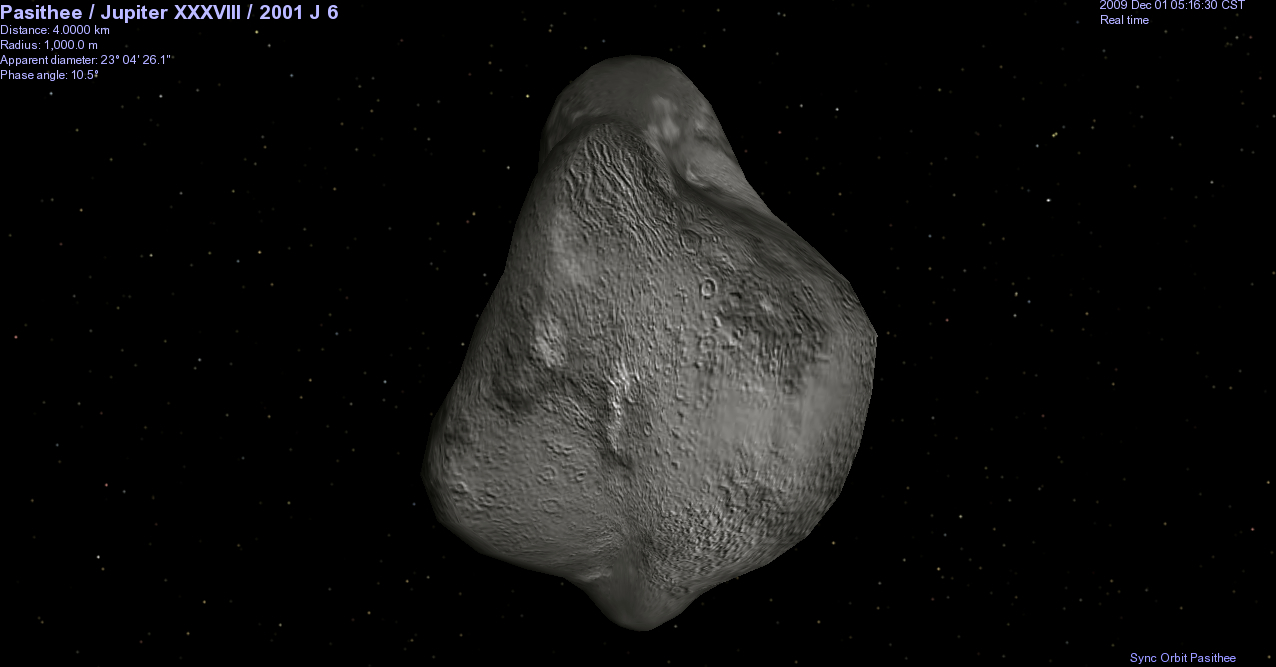
تصویر قمر مشتری پسیثی که در برنامه کامپیوتری Celestia ارائه شده است

پسیثی (به انگلیسی: Pasithee)، (یونانی: Πασιθέα) که با نام ژوپیتر XXXVIII هم خوانده می‌شود، از قمرهای سیاره مشتری است. این قمر در سال۲۰۰۱ توسط تیمی از ستاره شناسان دانشگاه هاوایی به رهبری اسکات اس.شپرد کشف شد؛ و با نام موقت اس/۲۰۰۱جی ۶ نامگذاری شد.
پسیثی حدود۲ کیلومتر قطر دارد. متوسط مدارش ۲۳٬۳۰۷ مگامتر است و دوره آن ۷۲۷٫۹۳۳ روز بوده و انحراف آن ۱۶۶ درجه نسبت به دائرةالبروج و (۱۶۴ درجه نسبت به استوای مشتری) است. حرکت این قمر رجوعی و خروج از مرکز مدار آن ۰٫۳۲۸۹ است.
در ماه اوت ۲۰۰۳ به نام پسیثی یکی از خاریتس‌ها
الهه جذابیت، زیبایی، طبیعت، خلاقیت و باروری انسان، دختران زئوس (ژوپیتر) از ائورونومه نامیده شد. پسیثی که بیشتر با نام اگلیه شناخته شده همسر هوپنوس (خواب) است و بر توهم و توهمزاها ریاست می‌کند.
این قمر به گروه کارمه تعلق دارد که قمرهای نامنظمی دارد که با حرکت مخالف گرد و فاصله بین ۲۳ و ۲۴ گیگا متر وانحراف ۱۶۵درجه بدور مشتری می‌چرخند.